# Alexander Horváth
Pour les articles homonymes, voir Horváth.
Alexander Horváth, né le 28 décembre 1938 à Mošovce à l'époque en Tchécoslovaquie et aujourd'hui en Slovaquie et mort le 31 août 2022, est un joueur de football slovaque (international tchécoslovaque) d'origine hongroise qui évoluait au poste de défenseur, avant de devenir ensuite entraîneur.

## Biographie

### Carrière de joueur

#### Carrière en club
Alexander Horváth joue en faveur du Dynamo Žilina, du Slovan Bratislava, et du club belge de Molenbeek.
Avec le Slovan Bratislava, il remporte un titre de champion de Tchécoslovaquie, une Coupe de Tchécoslovaquie, et surtout une Coupe d'Europe des vainqueurs de coupes, gagnée face au FC Barcelone. Il est capitaine de son équipe lors de la finale remportée face au club catalan.

#### Carrière en sélection
Avec l'équipe de Tchécoslovaquie, il joue 26 matchs et inscrit 3 buts entre 1964 et 1970. 
Il joue son premier match en équipe nationale le 11 octobre 1964 en amical contre la Hongrie. Il inscrit son premier but le 21 novembre 1965 contre la Turquie, dans le cadre des éliminatoires du mondial 1970.
Il figure dans le groupe des sélectionnés lors de la Coupe du monde de 1970. Lors du mondial organisé au Mexique, il porte le brassard de capitaine et dispute deux matchs : contre le Brésil et la Roumanie.
Entre 1969 et 1970, il porte à 10 reprises le capitaine de la sélection tchécoslovaque.

### Carrière d'entraîneur
Il dirige les joueurs de Molenbeek, puis ceux du club turc de Sakaryaspor, et enfin ceux de La Louvière.

## Palmarès

### Palmarès de joueur
| Dynamo Žilina - Coupe de Tchécoslovaquie : - Finaliste : 1960-61. |  | Slovan Bratislava \| - Championnat de Tchécoslovaquie (1) : - Champion : 1969-70. - Vice-champion : 1963-64, 1966-67, 1967-68 et 1968-69. - Coupe de Tchécoslovaquie (1) : - Vainqueur : 1967-68. - Finaliste : 1964-65 et 1969-70. \| \| - Coupe d'Europe des vainqueurs de coupes (1) : - Vainqueur : 1968-69. \| |
| - Championnat de Tchécoslovaquie (1) : - Champion : 1969-70. - Vice-champion : 1963-64, 1966-67, 1967-68 et 1968-69. - Coupe de Tchécoslovaquie (1) : - Vainqueur : 1967-68. - Finaliste : 1964-65 et 1969-70. |  | - Coupe d'Europe des vainqueurs de coupes (1) : - Vainqueur : 1968-69. |

### Palmarès d'entraîneur
Sakaryaspor
- Coupe de Turquie (1) :
  - Vainqueur : 1987-88.